# Emmiltis minutaria
Emmiltis minutaria là một loài bướm đêm trong họ Geometridae.